# Dinastia III d'Egipte

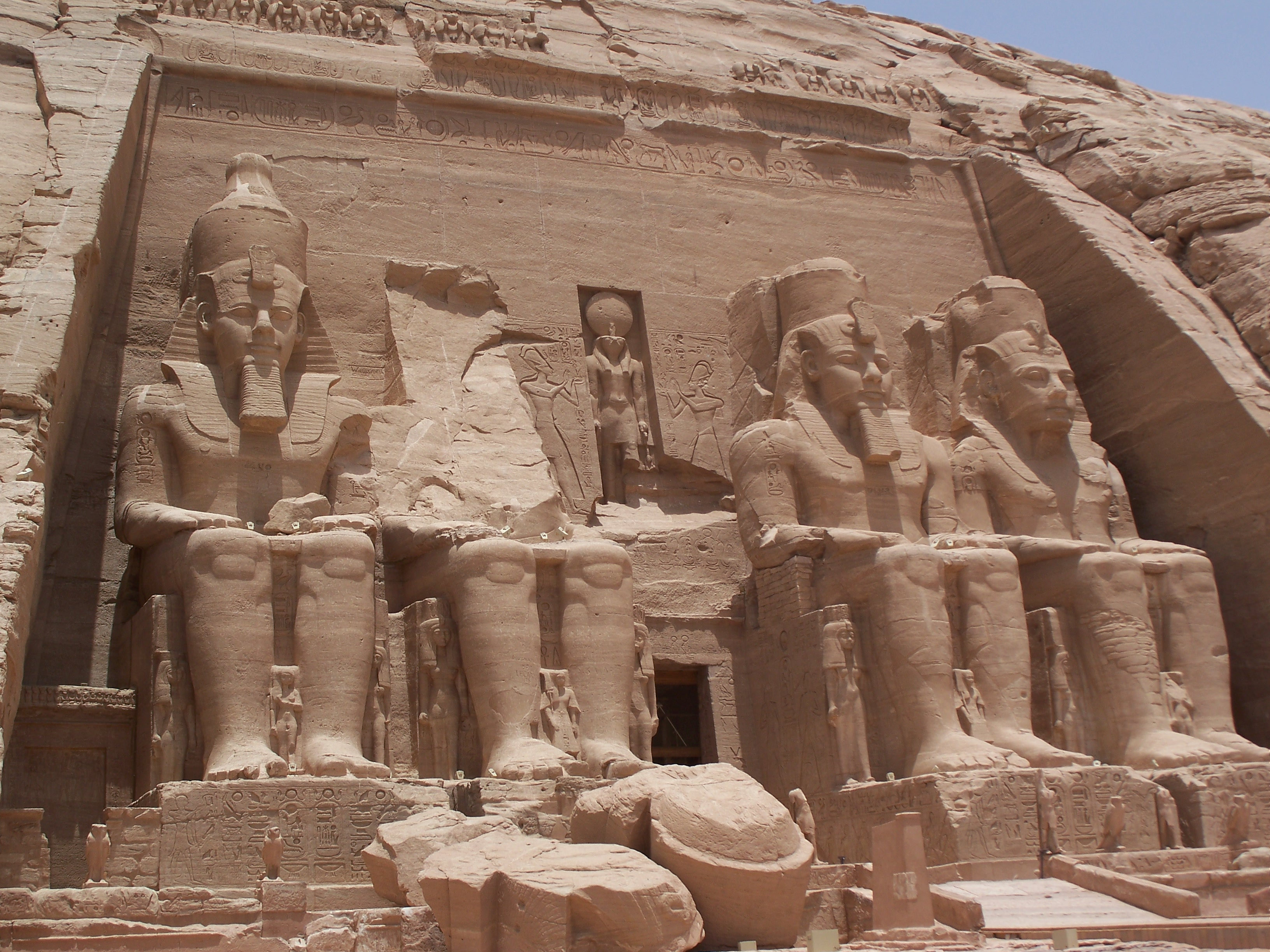
Temple d'Abu Simbel.

La dinastia III fou un període de l'antic Egipte. Amb aquesta dinastia s'inicia el Regne antic.
La cultura va fer un pas endavant i van sorgir les grans piràmides com a expressió de la cultura funerària egípcia.
La successió de faraons no està ben determinada i els experts no es posen d'acord en l'ordre de successió i el nombre de faraons. Tampoc no n'és clara la cronologia. La màxima situa el començament el 2775 aC i la mínima el 2650 aC, data aquesta darrera que sembla tenir més possibilitats. La duració fou entre 25 anys (molt improbable pel temps que es va necessitar per a les piràmides) i 200 anys (més de 200 dona Manethó, seguit per Eusebi i Erastòtenes).
L'únic estudi recent n'és el de l'egipci Nabil Swelim i és molt discutit. La millor font, a part de les llistes de faraons i l'arqueologia, són les informacions extretes dels panells d'Hesira, un alt dignatari que va deixar escrita la seva vida en panells de fusta a la seva tomba a Saqqara.
L'esmentat Manethó dona el nom de sis faraons i els seus anys de regnat:
- Necherophes (28 anys)
- Tosorthros (29 anys) (Erastòtenes l'anomena Sesosthros)
- Thireis (7 anys)
- Mecrokhris (17 anys)
- Soiphis (16 anys)
- Akhes (42 anys)
- Tosortasis (19 anys)
- Sephuris (30 anys)
- Kerpheris (26 anys)

El papir de Torí dona una duració de 74 anys i en manca un faraó, i n'eren faraons:
- Nebka (19 anys)
- Djoserit (19 anys)
- Djoserti (6 anys)
- Llacuna d'informació (6 anys, 2 faraons?)
- Huni (24 anys)

La llista d'Abidos dona com a faraons:
- Nebka
- Djoserza
- Teti
- Llacuna d'informació
- Neferkare o Neferka
- Llacuna d'informació

La llista de Saqqara dona com a faraons:
- Llacuna d'informació
- Djoser
- Djoser Teti
- Llacuna d'informació (2 o 3 faraons?)
- Nebkare
- Huni

I Nabib Swelin dona entre 130 i 140 anys amb la llista següent (set faraons tenen nom d'Horus i de dos no es coneix res):
- Khaba, grec Necherophes (equivalent a Nebka)
- Sa, grec Sesosthros (equivalent a Djoserza o Sadjeser i a Djoser i a Djoserit)
- Ba, grec Thireis (Teti a Abidos, omès a les altres dues)
- Sanakht, grec Mecrochris (omès a les tres llistes)
- Netjerikhet, grec Souphis (omès a les tres llistes)
- Sekhemkhet, grec Tosortasis (omès a Abidos, Djoserti o Djoserteti)
- Hor-? (Nebkare), grec Akhes (omès en dues llistes i Nebkare a Saqqara)
- Hor-? (Neferka), grec Sephuris (omès en dues llistes i Neferkare a Abidos)
- Qahedjet, grec Kerpheris (Huni, omès a Abidos)

Segons Swelim, la duració fou:
- Khaba, uns 20 anys
- Sa, uns 20 anys
- Ba, uns 7 anys
- Sanakht, menys de 20 anys
- Netjerikhet, uns 30 anys
- Sekhemkhet, uns 15 anys
- Nebkare, uns 3 anys
- Neferka, uns 2 anys
- Qahedjet (Huni), uns 25 anys

La cronologia seria:
- Khaba (Nebka) 2650-2630 aC
- Sa (Djeser) 2630-2610 aC
- Ba (Teti) 2610-2600 aC
- Sanakht, 2600-2585 aC
- Netjerikhet (Djoser) 2585-2555 aC
- Sekhemkhet (Djoserti) 2555-2540 aC
- Nebkare 2540-2537 aC
- Neferka 2537-2535 aC
- Qahedjet (Huni) 2535-2515 aC